# Tennistoernooi van Rosmalen 1997
|                                            |  |                                         |
| Ruxandra Dragomir, winnares bij de vrouwen |  | Richard Krajicek, winnaar bij de mannen |

Het tennistoernooi van Rosmalen van 1997 werd van 16 tot en met 22 juni 1997 gespeeld op de grasbanen van het Autotron Expodome in de Nederlandse plaats Rosmalen, onderdeel van de gemeente 's-Hertogenbosch. De officiële naam van het toernooi was Heineken Trophy.
Het toernooi bestond uit twee delen:
- WTA-toernooi van Rosmalen 1997, het toernooi voor de vrouwen
- ATP-toernooi van Rosmalen 1997, het toernooi voor de mannen

ATP-toernooi van Rosmalen – WTA-toernooi van Rosmalen

1996 · 1997 · 1998 · 1999 · 2000 · 2001 · 2002 · 2003 · 2004 · 2005 · 2006 · 2007 · 2008 · 2009 · 2010 · 2011 · 2012 · 2013 · 2014 · 2015 · 2016 · 2017 · 2018 · 2019 · 2020-2021 · 2022 · 2023 · 2024